# Stentjärnet (Södra Finnskoga socken, Värmland, 672727-133016)
Stentjärnet är en sjö i Torsby kommun i Värmland och ingår i Göta älvs huvudavrinningsområde. Sjön är 5,5 meter djup, har en yta på 0,446 kvadratkilometer och befinner sig 412,4 meter över havet. Sjön avvattnas av vattendraget Kindsjöån. Vid provfiske har abborre och gädda fångats i sjön.

## Delavrinningsområde
Stentjärnet ingår i det delavrinningsområde (673066-133051) som SMHI kallar för Utloppet av Kindsjön. Medelhöjden är 447 meter över havet och ytan är 15,85 kvadratkilometer. Det finns ett avrinningsområde uppströms, och räknas det in blir den ackumulerade arean 19,58 kvadratkilometer. Kindsjöån som avvattnar avrinningsområdet har biflödesordning 3, vilket innebär att vattnet flödar genom totalt 3 vattendrag innan det når havet efter 477 kilometer. Avrinningsområdet består mestadels av skog (73 procent). Avrinningsområdet har 2,37 kvadratkilometer vattenytor vilket ger det en sjöprocent på 14,9 procent.